# Ludovic Sylvestre
Ludovic Sylvestre (ur. 5 lutego 1984) – gwadelupski piłkarz francuskiego pochodzenia występujący na pozycji pomocnika w klubie Red Star FC.
Sylvestre jest wychowankiem słynnej szkółki Clairefontaine i w 2005 roku trafił do FC Barcelony jako jeden z nowych francuskich talentów. Sylvestre zaliczył jednak tylko dwa występy w pierwszym zespole i występował głównie w rezerwach. W 2006 roku przeniósł się do Czech, do Sparty Praga. W 2008 roku został wypożyczony do Viktorii Pilzno. W tym samym roku opuścił Spartę na rzecz Mlady Boleslav, z którą podpisał czteroletni kontrakt. 11 sierpnia 2010 podpisał kontrakt z Blackpool. W 2013 roku został zawodnikiem klubu Çaykur Rizespor. W 2016 przeszedł do Red Star FC.